# جنگل روحهای گمشده
جنگل روحهای گمشده (پرتغالی: A Floresta das Almas Perdidas) فیلم اسلشر درام به کارگردانی خوزه پدرو لوپس است.